# エミール・レヴィ

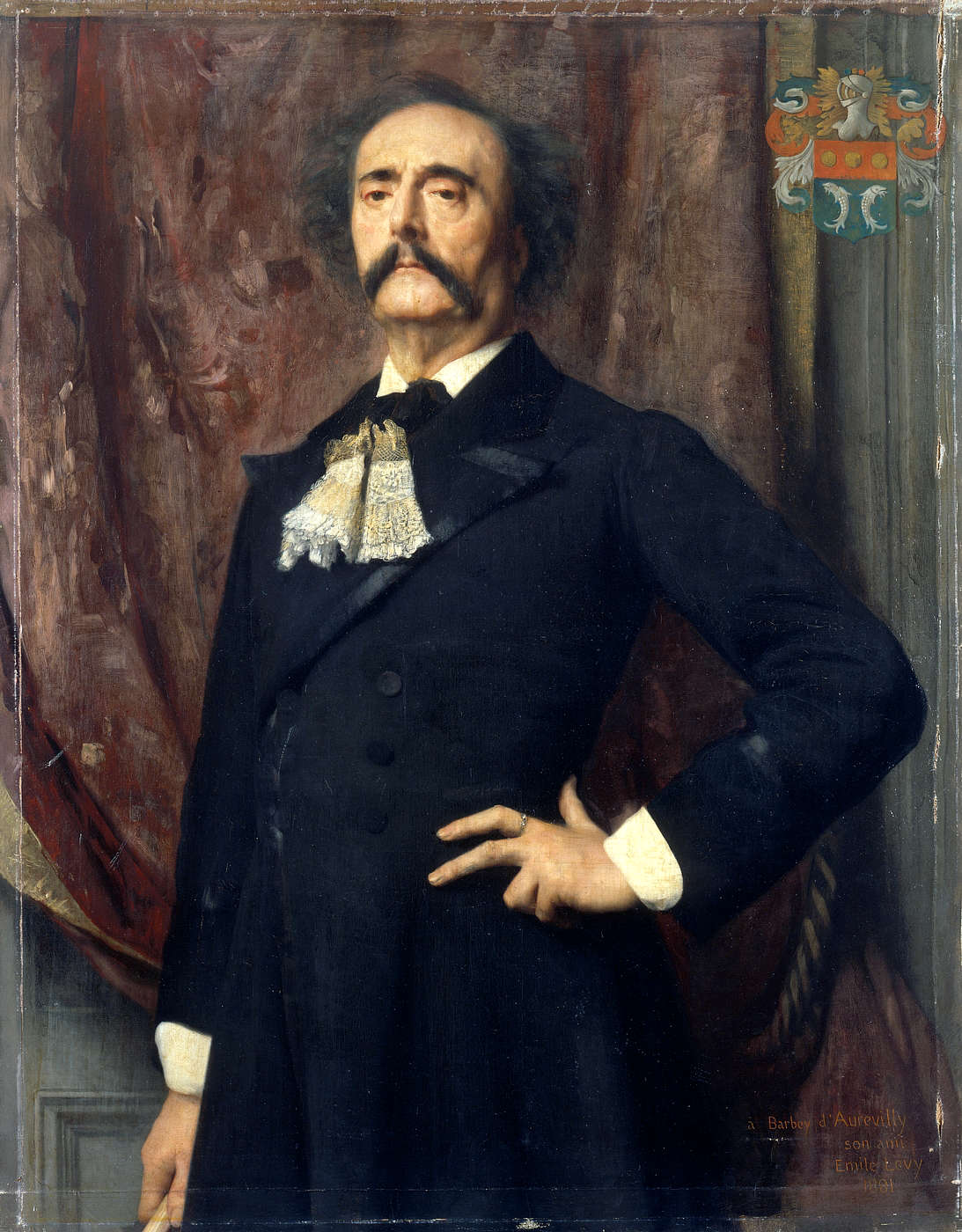
エミール・レヴィ作「ジュール・バルベー・ドールヴィイの肖像」（1882年）

エミール・レヴィ（Émile Lévy、1826年8月29日 - 1890年8月4日）は、フランスの風俗画家、肖像画家である。

## 生涯
パリで会計士の息子に生まれた。フランソワ＝エドゥアール・ピコ とアベル・ド・プジョルに師事した。また、パリのエコール・デ・ボザールでも学んだ。1851年からパリのサロンに出展を始め、1854年にローマ大賞を受賞した。1855年から1857年の間、在ローマ・フランス・アカデミーに留学した。イタリアから帰国後、パリに住み、肖像画に専念する。1867年にレジオン・ドヌール勲章（シュヴァリエ）を受勲した。1878年にパリのサロンで一等賞を受賞した。
1890年にパリで没した。
主な作品に「カナンを呪うノア」（1855年）、「殉教者の晩餐」（1859年）、「オルフェウスの死」（1866年）、ルクセンブルク美術館、「愛と愚かさ」（1874年）、「幼児期」（1885年）、「元素」（ルーヴル美術館）、「処女の授与」（パリ、トリニティ教会）などがある。

## 作品

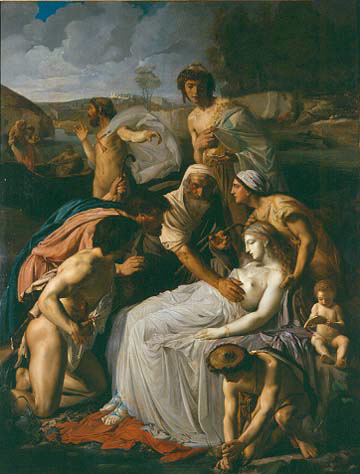
アルメニアのゼノビア(1850)
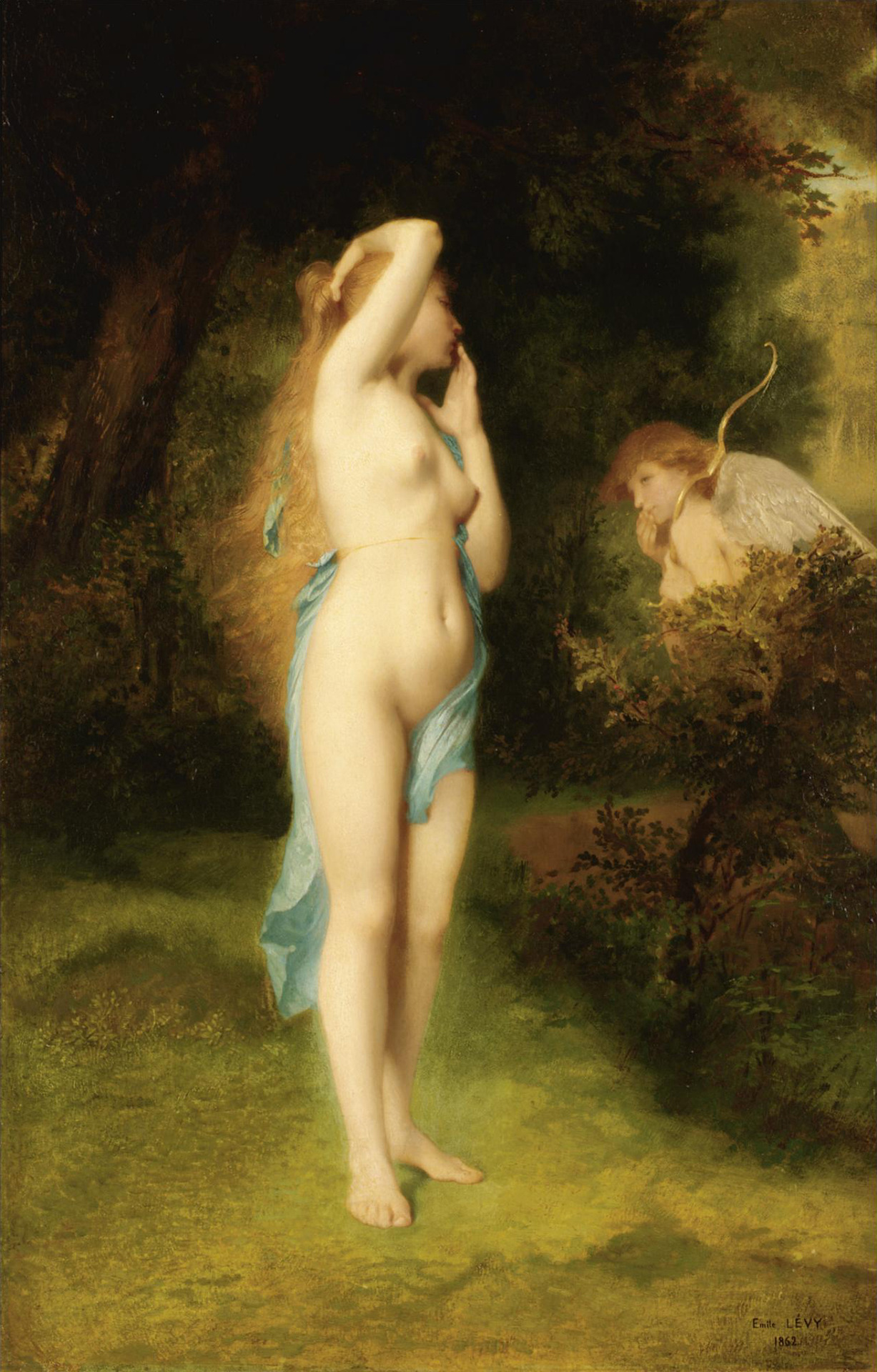
ヴィーナスとキューピッド(1862)
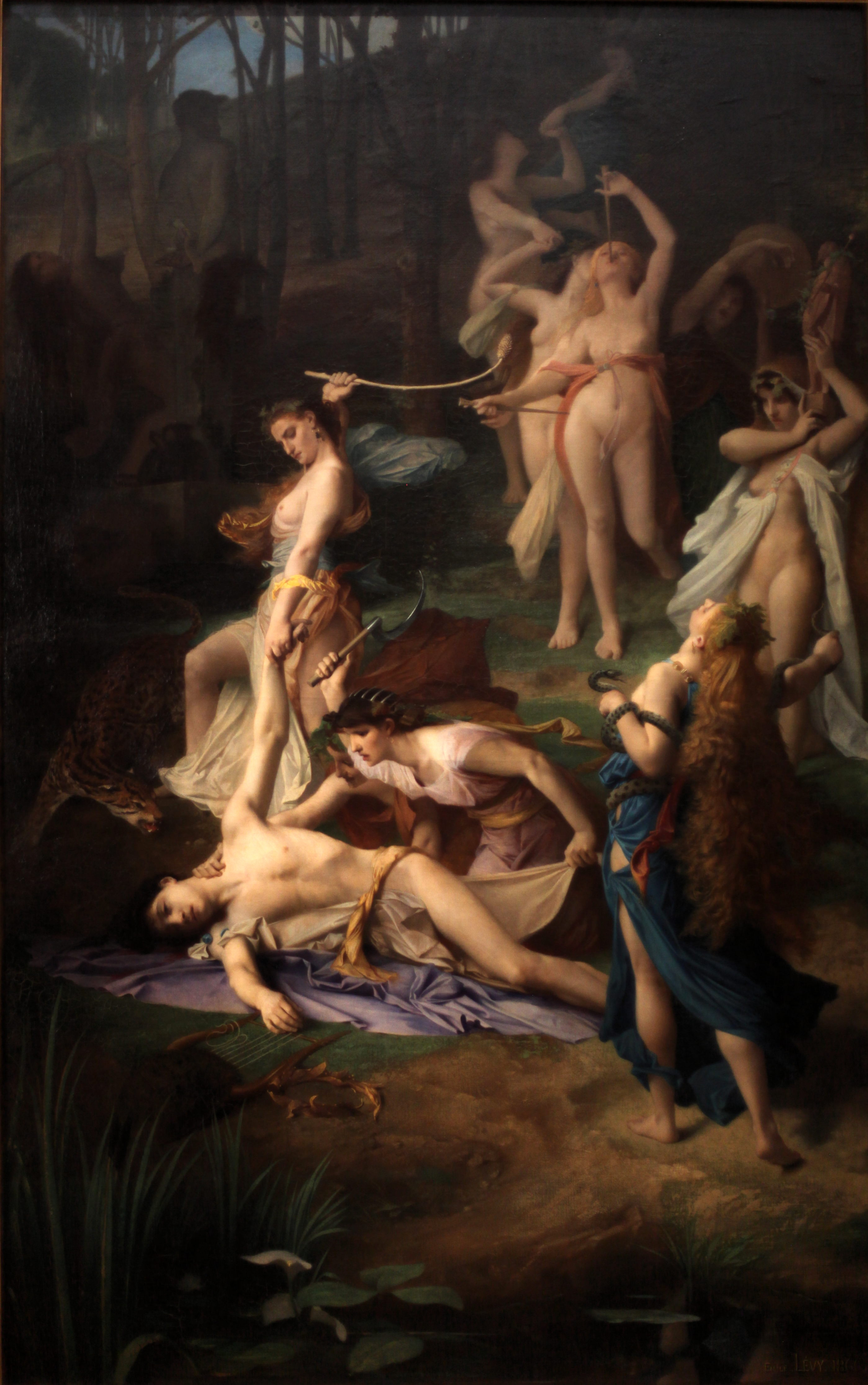
「オルフェウスの死」 オルセー美術館蔵